# Jordi Savall
Jordi Savall, właśc. Jordi Savall i Bernadet (wymowa katalońska ˈʒɔrði səˈβaʎ i βərnəˈðɛt; ur. 1 sierpnia 1941, Igualada, Hiszpania) – hiszpański muzyk i kompozytor, interpretator muzyki dawnej, zwłaszcza renesansu i baroku, przedstawiciel autentyzmu w wykonawstwie. Instrumentalista, grający na violi da gamba.
Współtwórca i dyrygent zespołów Hespèrion XXI (początkowo Hespèrion XX), La Capella Reial de Catalunya i Le Concert des Nations.

## Życiorys
Rodzinę Savallów poddawano represjom, ponieważ w czasie wojny domowej stanęła po stronie republikańskiej. Jego ojciec, choć ukończył studia, nie mógł pracować w swoim zawodzie. Został przeniesiony do Igualady i pracował tam jako sekretarz w sądzie.
Jordi Savall wyniósł zamiłowanie do muzyki z domu rodzinnego, gdzie dużo się śpiewało, choć amatorsko. Sam śpiewał także w latach 1947−1955 w chórze w rodzinnej Igualadzie. W latach 1959–1965 kształcił się w konserwatorium muzycznym w Barcelonie, równocześnie współpracując z Ars Musicae Barcelona. Od 1968 kontynuował edukację muzyczną w Schola Cantorum Basiliensis w Szwajcarii, do której przeniosła się rodzina Savallów, gdyż w Hiszpanii nie było wówczas warunków, by studiować muzykę dawną, a ponadto nadal trwały represje polityczne względem nich. Przez 10 lat uczył się gry na wiolonczeli, którą zamienił następnie na violę da gamba. Scholę Cantorum w Bazylei ukończył w 1970. W 1974 zastąpił w Bazylei Augusta Wenzingera w roli nauczyciela gry na violi da gamba. W tym samym roku założył razem z Montserrat Figueras, Lorenzo Alpertem oraz Hopkinsonem Smithem zespół Hespèrion XX, który w XXI wieku zmienił nazwę na Hespèrion XXI. W 1987 powołał do życia zespół La Capella Reial de Catalunya, który specjalizuje się w wykonawstwie muzyki powstałej do XVIII wieku. W 1989 założył orkiestrę Le Concert des Nations, która gra głównie muzykę barokową, ale realizuje także nagrania muzyki z okresu klasycyzmu.
W dorobku płytowym Savalla znajdują się m.in. interpretacje utworów Johna Dowlanda, Claudia Monteverdiego (w tym nagranie Vespro della Beata Vergine), Marina Marais, Georga Friedricha Händla (Muzyka królewskich ogni sztucznych i Muzyka na wodzie) oraz Jana Sebastiana Bacha (m.in. Kunst der Fuge z zespołem Hesperion XX z 1986).
W roku 2009, w ramach szóstego Festiwalu Misteria Paschalia w Krakowie, Savall zaprezentował swój projekt Jerusalem. Opowieść o Świętym Mieście do tej pory przedstawiana była tylko w Paryżu, Barcelonie i w samej Jerozolimie. Do krakowskiego wykonania muzyk zaprosił artystów różnych wyznań i narodowości, m.in. z Hiszpanii, Francji, Belgii, Grecji, Izraela, Palestyny, Iraku, Azerbejdżanu, Turcji, Maroka, Afganistanu, Armenii i Syrii. Za Jerusalem Savall został uhonorowany tytułem Artysty UNESCO na rzecz Pokoju.
W 2006 był nominowany do nagrody Grammy za album Don Quijote de la Mancha – Romances y Músicas. Za nagranie Dinastia Borgia otrzymał Grammy za rok 2010. Jest wielokrotnym laureatem Midem Classical Awards, wśród innych nagród można wymienić Officier de l'Ordre des Arts et Lettres (1988), La Medalla de Oro de las Bellas Artes (1998), Victoire de la Musique (2002), Medalla d'Or parlamentu Katalonii (2003), Legię Honorową (2013), Nagrodę Fundacji Muzycznej Léonie Sonning (2012).
W 2021 otrzymał tytuł doktora honoris causa Uniwersytetu Śląskiego.
Był mężem katalońskiej sopranistki Montserrat Figueras, zmarłej pod koniec roku 2011. Jego dzieci także uprawiają muzykę i występują z ojcem. Córka Arianna jest harfistką, natomiast syn Ferran gra na gitarze i teorbanie oraz śpiewa.